# David Holmes (politikus)
David Holmes (York megye, 1769. március 10. – Winchester, 1832. augusztus 20.) az Amerikai Egyesült Államok szenátora (Mississippi, 1820–1825).